# Saint-Jean-des-Essartiers
Saint-Jean-des-Essartiers è un ex comune francese di 207 abitanti situato nel dipartimento del Calvados nella regione della Normandia. Dal 1º gennaio 2017 è stato accorpato con i comuni di Dampierre, La Lande-sur-Drôme, e Sept-Vents per formare il comune di Val de Drôme, del quale costituisce comune delegato.

## Società

### Evoluzione demografica
Abitanti censiti